# L'escut arvern
L'escut arvern (títol original en francès: Le Bouclier arverne) és l'onzè àlbum de la sèrie Astèrix el gal de René Goscinny (guió) i Albert Uderzo (dibuix), publicat en francès el 1968, aconseguint vendes rècord per a l'època (més d'un milió de còpies). Prèviament s'havia prepublicat en forma de serial a la col·lecció Pilote des del número 399 (15 juny 1967) al 421 (16 novembre 1967).
El llibre està inspirat en la batalla d'Alèsia, on el Cabdill gal Vercingetòrix es rendí a Juli Cèsar. Amb tot, al llibre només apareix l'escena de final de la batalla (la rendició), i la major part de la història és sobre què va passar després de la batalla.

## Sinopsi

Vercingetòrix llença les armes als peus de Cèsar.
Quadre de Lionel Royer (1899), reflex iconogràfic de la historiografia nacionalista.

Després de la rendició de Vercingetòrix, el seu escut és robat per un soldat, desconeixent-se el seu destí.
Anys després, el cap del llogaret gal, Copdegarròtix, està malalt del fetge a causa de menjar en excés i és enviat pel druida Panòramix a fer una cura en un balneari d'Aquae Calidae (Vichèi) acompanyat d'Astèrix i Obèlix. Els guerrers gals, posen nerviosos als hostes, atès que no segueixen el règim server del balneari, així que el seu cap els envia a fer un viatge pel país Arvern, mentre ell acaba el tractament.
De camí a Gergòvia, es creuen amb una guarnició de legionaris, a qui apallissen, que escorten a Tullius Manubrius, un legat, que es presenta apallissat davant de Juli Cèsar, que decideix que els gals no respecten la seva autoritat i cal mostrar el seu poder a la manera gala, celebrant un triomf sobre l'escut de Vercingetòrix, adonant-se que aquest resta perdut per la Gàl·lia. Cèsar encarrega a Manubrius retrobar l'escut.
Mentrestant, Astèrix i Obèlix fan amistat amb un comerciant de vins i carbons de Gergòvia anomenat Alàmbix, que els porta de visita pel país Arvern.
Manubrius, mobilitza als centurions de la guarnició de Gergòvia per trobar l'escut de Vercingetòrix i accidentalment, un espia romà, el legionari Esunabus, un veterà gandul i borratxo, revela als gals que Cèsar està buscant l'escut, fet que motiva a Astèrix i Obèlix a buscar el seu parador per frustrar els plans romans.
Esunabus explica, més begut del compte, que el legionari Lucius Trolebus va endur-se l'escut. Seguint-ne el rastre, Astèrix i Obèlix descobreixen que Trolebus, que ara regenta una empresa de rodes a Nemessos (Clermont-Ferrand), va perdre l'escut jugant a cartes contra el legionari Marcus Gossus, que ara porta una taverna. Gossus els diu que l'escut li va ser confiscat per Pitafaltus, un centurió borratxo de la guarnició de Gergòvia, que se'l va vendre a canvi de vi a un comerciant de vins i carbons de la ciutat.
De tornada a Gergòvia, descobreixen que Alàmbix ha desaparegut i que tots els legionaris de la ciutat l'estan buscant per trobar el parador de l'escut. En el procés, tots acaben negres, literalment, a causa de la minuciosa inspecció dels magatzems de carbó de la localitat, excepte Esunabus i Pitafaltus, que, exclosos de la investigació, van a emborratxar-se junts.
Passada la inspecció romana, Alàmbix reapareix i els confessa que ell va vendre l'escut Arvern a un guerrer gal esprimatxat que va venir a beure per oblidar la derrota d'Alèsia. En aquell moment, la porta del local s'obre i Alàmbix reconeix al guerrer gal. que no és altre que Copdegarròtix, que ha acabat la cura. Ell els explica que aquella nit va recuperar l'escut, que no és altre que aquell que sempre fa servir per desplaçar-s'hi a sobre.
Cèsar arriba a Gergòvia d'incògnit, just per veure a tothom desfilar rere l'escut de Vercingetòrix, sobre el qual va muntat Copdegarròtix i, veient el fracàs de les seves tropes, envia a Manubrius a Numídia, premiant als únics soldats nets, Esunabus, a qui ascendeix a centurió i Pitafaltus, que queda com a nou comandant de Gergòvia. Ambdós, manifesten que mantindran una excel·lent relació amb els comerciants de vi de la ciutat.
De tornada al poble gal, tots celebren amb un banquet la gesta, excepte Copdegarròtix, a qui la seva dona apallissa a cops d'escut per impedir-li continuar cometent excessos.

## Comentaris
- Segona aparició de Vercingetòrix a les aventures d'Astèrix, rendint les seves armes a Cèsar de manera orgullosa.
- Un gag recurrent al llibre és que molts gals afirmen "No sé on és Alèsia! Ningú sap on és Alèsia!". El motiu sembla el seu orgull gal, que els evita mencionar la derrota gal·la. No va ser fins al segle XX en què es va descobrir on era Alèsia.
- En aquest àlbum es veu l'origen de l'escut de Copdegarròtix (blau amb una estrella blanca)
- Aquest és un dels pocs àlbums en què Assegurançatòrix no acaba lligat i emmordassat a l'arbre durant el festí final.
- És el primer àlbum on es crida pel nom l'esposa de Copdegarròtix, Bonakara.